# تلمبه لنگری‌ها
تلمبه لنگری‌ها یک منطقهٔ مسکونی در ایران است که در دهستان راین واقع شده‌است.